# نیارووانا کارولین
نیارووانا کارولین (به لاتین: Niarovana Caroline) یک منطقهٔ مسکونی در ماداگاسکار است که در آتسینانانا واقع شده‌است. نیارووانا کارولین ۱۰٬۴۹۵ نفر جمعیت دارد و ۱۲ متر بالاتر از سطح دریا واقع شده‌است.